# Tyta
Tyta luctuosa es una especie de  polilla perteneciente a la familia Noctuidae. Su nombre común incluye four-spotted moth y field bindweed moth. El único miembro del género Tyta, el cual es, a su vez, un género monotípico en la  tribu Tytini en la subfamilia Catocalinae.

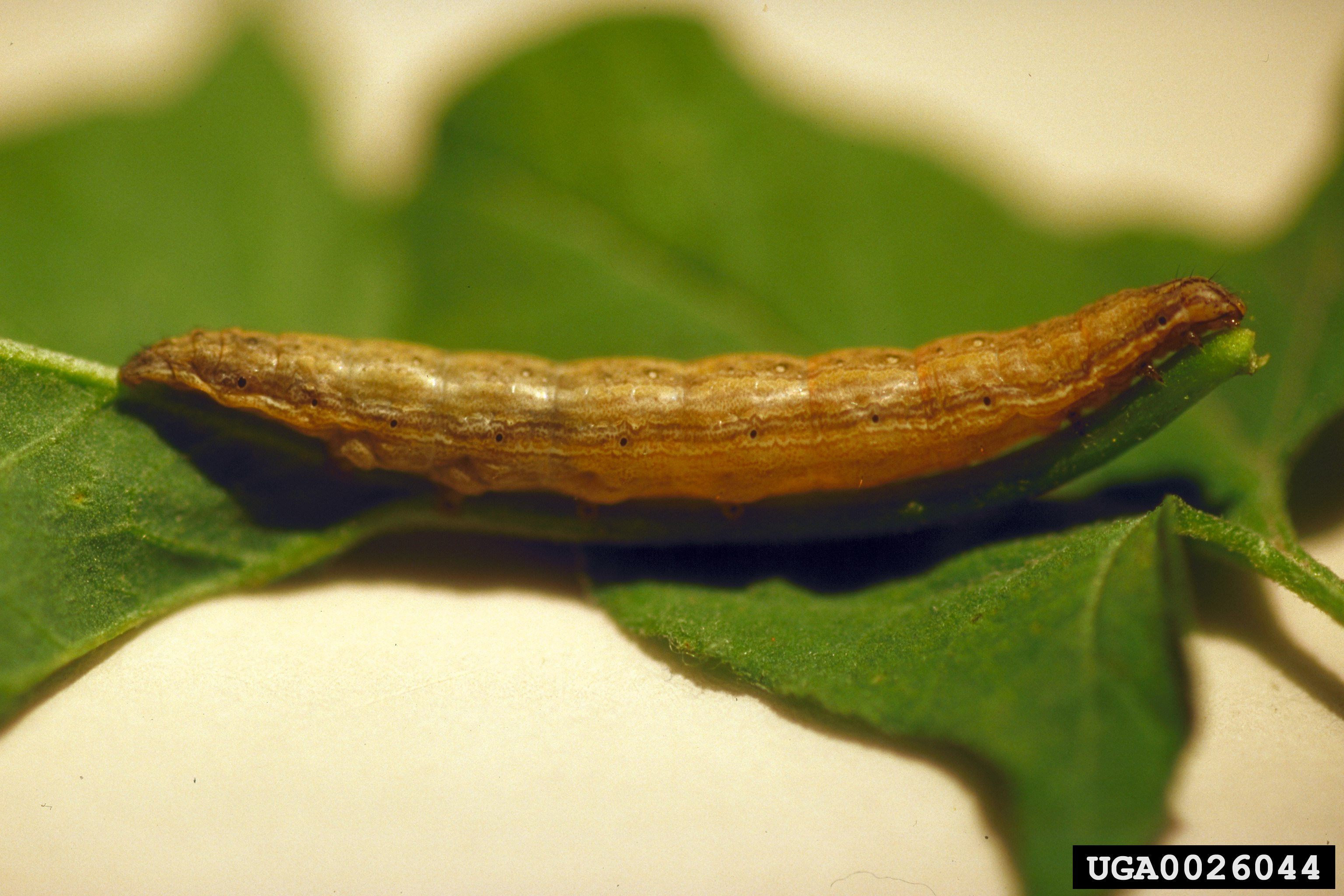
Oruga

## Descripción
Esta polilla es originaria de gran parte de Europa, Asia y Norte de África. La polilla adulta es de unos once milímetros de largo y color marrón oscuro con una mancha blanca grande en cada uno de sus cuatro alas. Dos generaciones de adultos emergen cada año, una en primavera y otra en verano. En las zonas cálidas a menudo hay una tercera generación. La hembra pone alrededor de 400 a 500 huevos. La larva es una oruga de color marrón. La larva es la fase destructiva. Se alimenta de hojas y flores, sobre todo de los nuevos brotes. Este es el efecto deseado de esta polilla cuando se utiliza como agente de control biológico de plagas contra la correhuela (Convolvulus arvensis). Fue introducido por primera vez en los Estados Unidos en la década de 1980 para atacar esta maleza agrícola, que es su alimento principal.